# Severino Pallaruelo
Severino Pallaruelo Campo, né en 1954 à Puyarruego (Huesca) en Espagne, est un écrivain, géographe, historien et ethnologue espagnol.

## Biographie
Né dans un petit village de la vallée de Niscle (Añisclo), au cœur des montagnes du haut Aragon, Severino Pallaruelo a été le témoin de la vie rude et de la lente désertification des villages. Il a été professeur à l’Institut de Sabiñánigo (Huesca). Il écrit sur les mythes, les rites et les traditions des Pyrénées du haut Aragon, aussi bien des ouvrages d’ethnologie que des contes, nouvelles et romans inspirés de sa connaissance du pays.
Il a publié des écrits sur les métiers anciens, tels les radeliers (navateros) : Las Navatas (1984), les bergers : Pastores del Pirineo (1988), les meuniers : Los Molinos del Alto Aragón (1994).
Ses écrits littéraires sont toujours proches de la nature et des paysages aragonais. Également photographe, ses images illustrent nombre de ses ouvrages.
Il a reçu en 2005 le prix Truco, décerné par le Festival de musique et de culture pyrénéennes.
En 2010, il a reçu pour Tristes montagnes (Pirineos, tristes montes) le prix littérature du Salon du Livre Pyrénéen de Bagnères-de-Bigorre.

## Publications
- Viage por los Pirineos misteriosos de Aragón, Saragosse, 1984
- Las Navatas, Huesca, Instituto aragonés de antropología, 1984
- Pastores del Pirineo, 1988
- Pirineos, tristes montes, 1990. Rééd. Xordica, 2008. Trad. française : Tristes montagnes, Paris, éditions Ramonda, 2010.
- Guía del Pirineo aragonés, 1991
- Pirineos, diario de la naturaleza, 1992
- Bardaxí : cinco siglos en la historia de una familia de la pequeña nobleza aragonesa, Sabiñanigo, Huesca (Instituto Laboral, 30), 1993.  (ISBN 84-604-5860-1)
- Los Molinos de Alto Aragón, 1994
- Un secreto y otros cuentos, 1997
- José, un hombre de los Pirineos, Saragosse, Prames, 2000
- Guali, Zaragoza, Prames, 2002
- Guía turística de Aragón, Saragosse, Prames, 2003